# Sotobanari-jima
Sotobanari-jima (外離島, aussi appelée Sotobakuri-jima[réf. souhaitée]) est une île de la mer de Chine orientale faisant partie des îles Yaeyama, au sein de l'archipel Sakishima, à l'extrémité sud-est des îles Ryūkyū du Japon. Elle est administrée en tant que partie du bourg Taketomi de la préfecture d'Okinawa. Son plus proche grand voisin est Iriomote-jima.

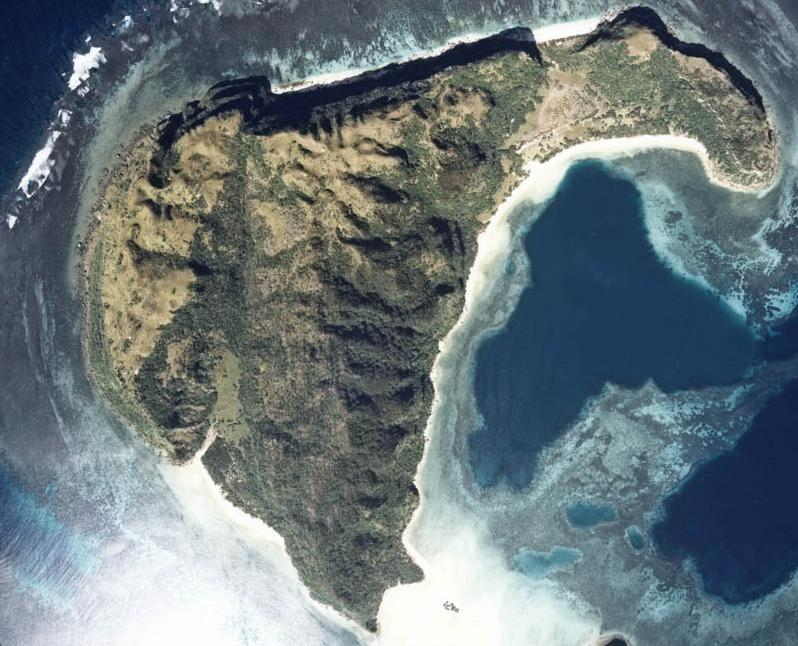
Vue aérienne de Sotobanari (image du National Land Image Information ; photographies aériennes en couleurs), ministère du Territoire, des Infrastructures, des Transports et du Tourisme japonais).

Cette petite île (environ un kilomètre de diamètre), dont le nom signifie « lointaine île extérieure », est végétalisée mais ne possède pas d'eau courante. Sotobanari a eu un habitant, un homme de 81 ans (en 2018) nommé Masafumi Nagasaki, qui y vécut en semi-isolement de 1989 à 2018,.